# Polimerización aniónica
La polimerización anionica es una técnica química de polimerización.
Esta técnica de polimerización representa un sistema muy importante ya que el resultado de este tipo de reacciones logra la menor dispersión de pesos moleculares, lo que significa gran homogeneidad en las moléculas, donde el promedio de pesos moleculares representa la mayor parte de estos.
La polidispersidad típica para este tipo de polimerización: Mw/Mn = 1.0...1.05
La polimerización aniónica también es conocida como polimerización viviente.
Ejemplos de polímeros que pueden ser obtenidos por esta técnica son
- Poliestireno.
- Polioleofinas.
- Monómeros vinílicos

## Iniciación
La reacción comienza con iones formados álcalis metálicos, arilos, alcóxidos, cianuros e hidroxilos. La reacción de iniciación puede ser considerada como una reacción ácido-base, de acuerdo con la clasificación de Lewis.
Un monómero con un doble enlace puede ser polimerizado aniónica y catiónicamente, dependiendo de la densidad de electrones en el doble enlace y esta densidad de electrones depende de los grupos sustituyentes presentes, los atractores de electrones disminuyen la densidad de estos sobre el doble enlace y por ello favorecen la polimerización aniónica. Mientras que los grupos que tienen repulsión hacia los electrones favorecen la polimerización catiónica. 
El estireno posee una influencia muy leve sobre la densidad de electrones del doble enlace, por ello puede ser polimerizado tanto catiónica como aniónicamente.

## Intermedios
Existen algunas posibles reacciones de equilibrio durante la polimerización, que incluyen la asociación, ionización y disociación, la cinética de estas determinará la reacción de polimerización. El control de estos intermediarios es importante para la obtención de polímeros con propiedades y calidad constante.
Los posibles casos intermedios incluyen:
1. Asociación
2. Polarización de enlaces covalentes
3. Contacto de pares de iones
4. Par de iones separados por contacto con el solvente
5. Separación en iones libres

## Ventajas del proceso de polimerización en solución
1. Composición del estireno y butadieno
2. Proporción de vinilos, configuración CIS y configuración TRANS en las unidades de butadieno.
3. Secuencia de unidades de monómeros (blockiness)
4. Control del peso molecular y distribución estrecha
5. Control considerable en los detalles estructurales de la molécula
6. Tipo y cantidad de ramificaciones.
- Datos: Q6081822
- Multimedia: Anionic addition polymerization / Q6081822